# Pagoda di Ferro
La Pagoda di Ferro (鐵塔T, 铁塔S, TiětǎP) del tempio di Youguo, Kaifeng, provincia dello Henan, è una pagoda cinese buddhista costruita nel 1049 durante la dinastia Song (960–1279). È una pagoda in laterizio eretta sulla base d'una preesistente costruzione di legno, in seguito distrutta da un incendio cagionato da un fulmine nel 1044. Insieme alle pagode di Liuhe, Lingxiao, Liaodi, Pizhi e Beisi costituisce un capolavoro dell'architettura Song.

## Architettura
La struttura a pianta ottagonale oggi s'eleva per 56,88 m, per un totale di 13 piani. È una torre di laterizio con un nucleo solido contenente una scala di pietra a spirale e aperture esterne che permettono l'entrata dell'aria e della luce. La pagoda reca nei cornicioni (miyan) articolati e complessi dougong nei differenti tredici piani (louge). I mattoni smaltati di cui è costituito l'edificio sono presenti in oltre 80 tipi diversi e sono decorate da 1.600 incisioni riccamente dettagliate, fra cui quelle raffiguranti il Buddha sia seduto che in piedi, monaci, cantanti e ballerini, fiori, leoni, draghi e altre creature leggendarie. Sotto ogni cornicione sono presenti complessivamente 104 campane che suonano col vento. La fondazione poggia sul limo del Fiume Giallo. La pagoda reca al suo interno affreschi di classici cinesi, fra i quali Il viaggio in Occidente.

## Storia
Nella capitale dei Song Settentrionali, Kaifeng, il famoso architetto Yu Hao costruì una magnifica pagoda di legno, come parte del tempio di Youguo (tra il 965 e il 995) che veniva considerata da molti dei suoi contemporanei come un'opera d'arte. Purtroppo, questa struttura tanto ammirata venne distrutta da un incendio causato da un fulmine. Sotto l'ordine dell'imperatore Song Renzong (r. 1022–1063) venne eretta una nuova pagoda nella ubicazione di quella demolita. La nuova torre, terminata nel 1049, era in laterizio e in pietra, pertanto non infiammabile; venne soprannominata "Pagoda di Ferro" per via del color ruggine dei mattoni, presenti nelle colorazioni rosso, bruno, blu e verde. Nel 1847 l'inondazione del Fiume Giallo fece sprofondare le sue fondamenta, riducendone l'altezza, e distrusse il Tempio di Youguo. Storicamente, la pagoda resisté a 38 terremoti, sei inondazioni e a molti altri disastri naturali, rimanendo intatta per quasi 1000 anni.
Nel 1994, la Pagoda di Ferro fu raffigurata in un francobollo di 2 yuan.

## Galleria d'immagini

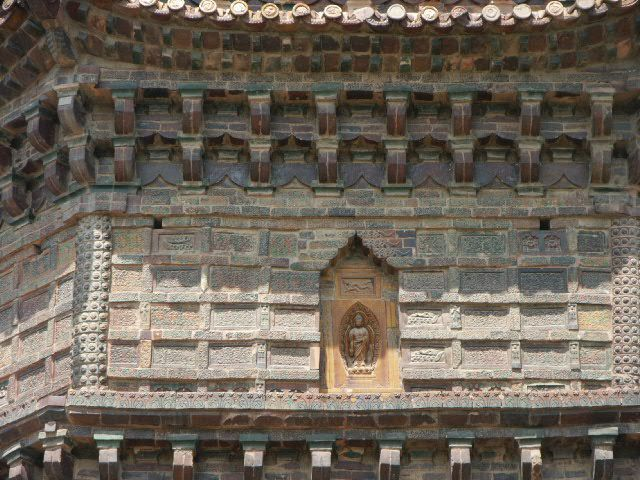
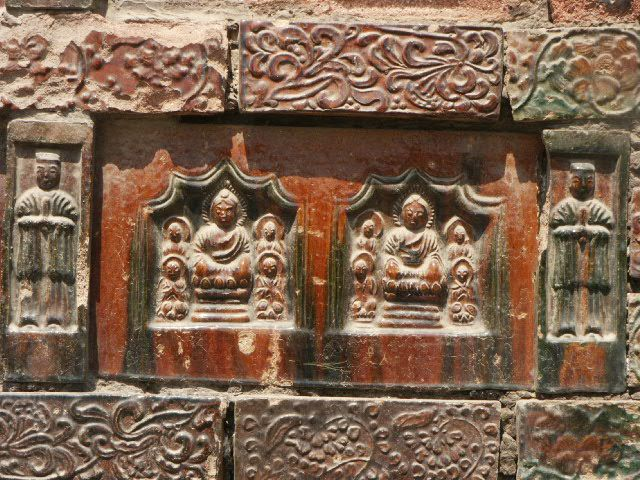
dettaglio
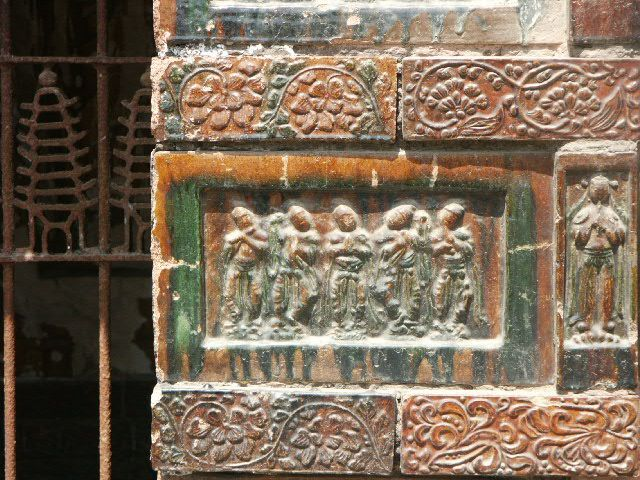
dettaglio
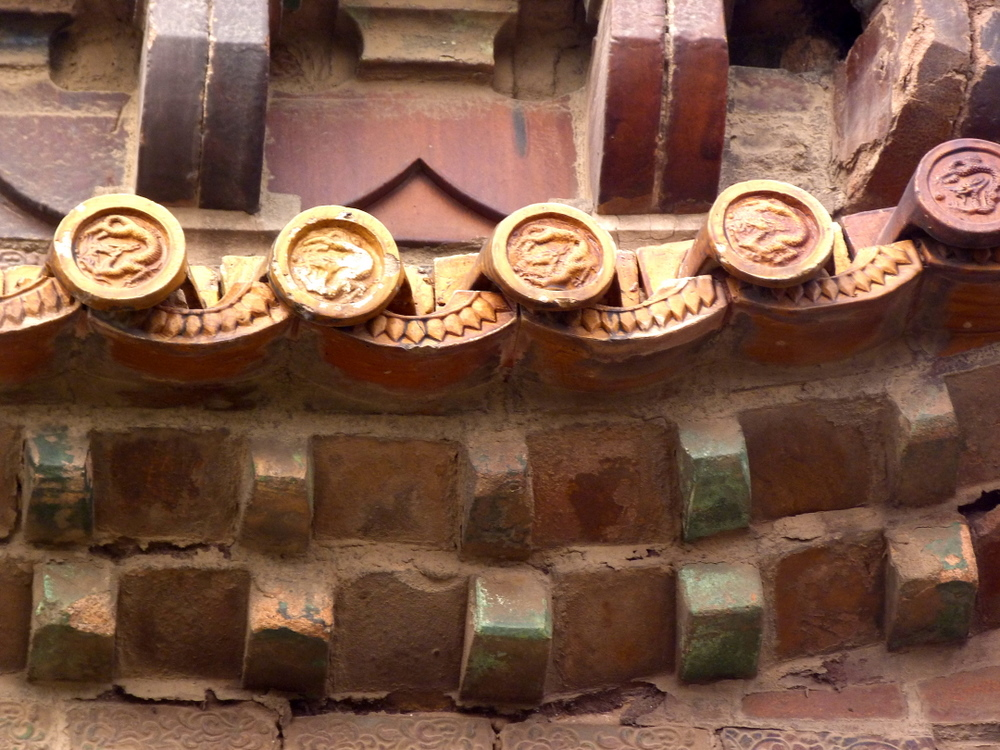
Mattoni smaltati
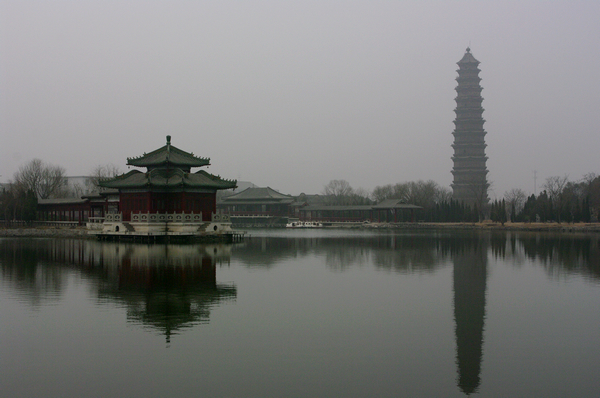
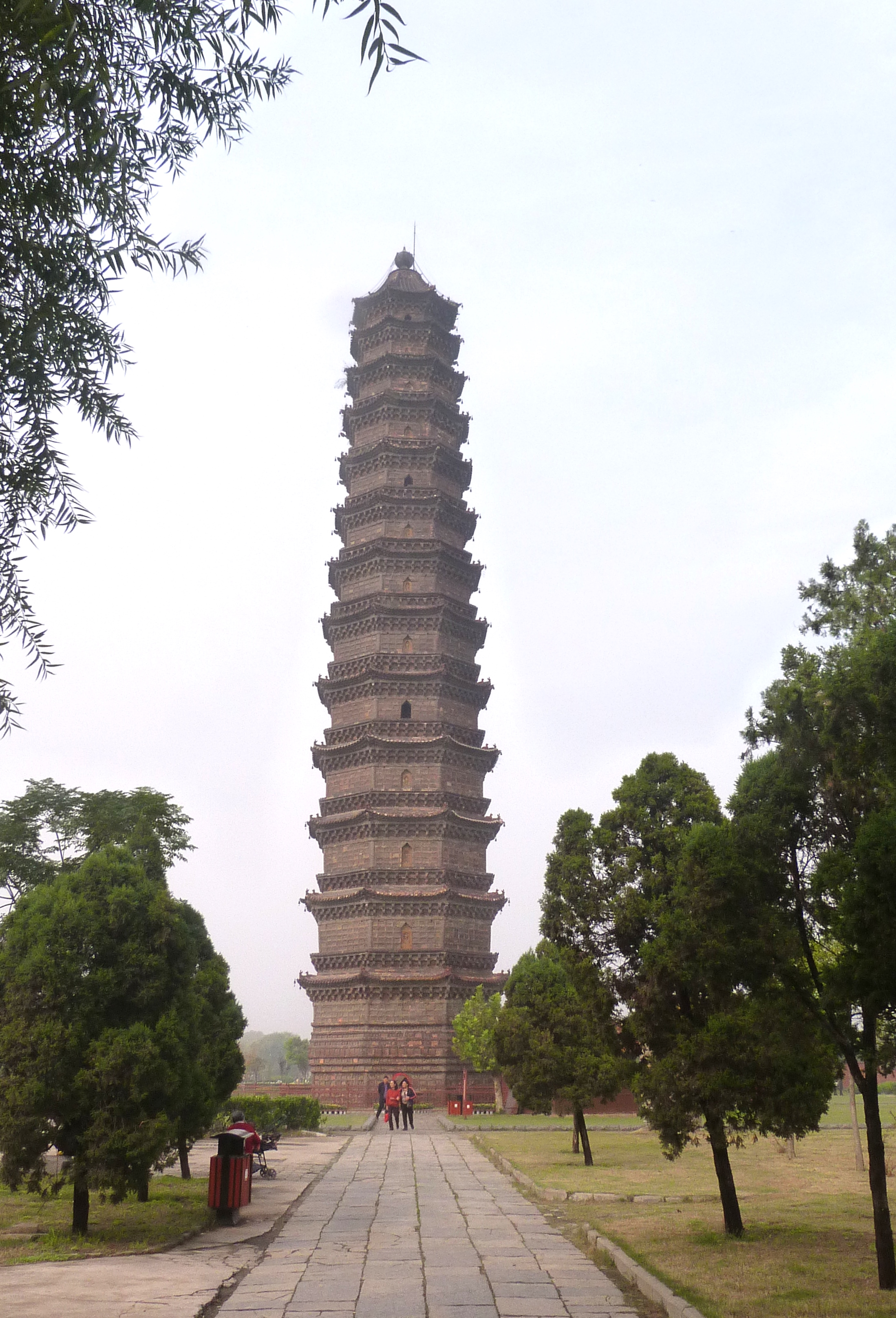
Veduta dal Parco della Pagoda di Ferro